# 南陽郡
南陽郡（なんようぐん）は、中国にかつて存在した郡。秦代から唐代にかけて、現在の河南省南陽市・平頂山市と湖北省随州市・襄陽市にまたがる地域に設置された。

## 概要
紀元前272年（秦の昭襄王35年）、秦の白起が楚を攻撃し、宛を占領すると、南陽郡が置かれた。
前漢のとき、南陽郡は荊州に属し、宛・犨・杜衍・酇・育陽・博山・涅陽・陰・堵陽・雉・山都・蔡陽・新野・筑陽・棘陽・武当・舞陰・西鄂・穣・酈・安衆・冠軍・比陽・平氏・随・葉・鄧・朝陽・魯陽・舂陵・新都・湖陽・紅陽・楽成・博望・復陽の36県を管轄した。『漢書』によれば、前漢末に35万9316戸、人口194万2051人があった。
王莽のとき、前隊郡と改称された。後漢が建てられると、南陽郡の称にもどされた。
後漢のとき、南陽郡は宛・冠軍・葉・新野・新都・章陵・西鄂・雉・魯陽・犨・堵陽・博望・舞陰・比陽・復陽・平氏・棘陽・湖陽・随・育陽・涅陽・陰・酇・鄧・山都・酈・穣・朝陽・蔡陽・安衆・筑陽・武当・順陽・成都・襄郷・南郷・丹水・析の37県を管轄した。
魏のとき、一部が義陽郡として分割された。晋のとき、南陽郡は南陽国となり、宛・西鄂・雉・魯陽・犨・淯陽・博望・堵陽・葉・舞陰・比陽・涅陽・冠軍・酈の14県を管轄した。恵帝の代に改めて、新野郡が分割された。
583年（開皇3年）、隋が郡制を廃すると、南陽郡は鄧州と改められた。607年（大業3年）に州が廃止されて郡が置かれると、鄧州は南陽郡と改称された。穣・新野・南陽・課陽・臨湍・冠軍・菊潭・順陽の8県を管轄した。
619年（武徳2年）、南陽郡は唐の鄧州となった。742年（天宝元年）、鄧州は南陽郡と改称された。758年（乾元元年）、南陽郡は鄧州と改称され、南陽郡の呼称は姿を消した。